# Олимпий Панов
Олимпий Спиридонов Панов е български революционер и офицер (майор), командващ артилерията по време на Сръбско-българската война (1885), военен министър във временното правителство на Петко Каравелов след преврата срещу княз Александър Батенберг. Осъден е на смърт и е екзекутиран заради опита си да се включи в Русенския бунт от 1887 г.

## Биография
Олимпий Панов е роден на 17 юни (29 юни*) 1852 година в бесарабското село Шоп Тараклия, по това време в Руската империя. Завършва Болградската гимназия през 1867 г. и продължава образованието си в Техническото училище за шосета и мостове в Букурещ.
В Румъния се запознава с Любен Каравелов, Ангел Кънчев и Панайот Хитов. От 1872 до 1874 г. е член и секретар на Българския революционен централен комитет в Букурещ. През периода 1875 – 1876 г. следва строително инженерство в Париж, след което се връща в Букурещ, става подпредседател на Българското централно благотворително общество (1876). Участва в набирането на български доброволци за Сръбско-турската война.
При подготовката на Руско-турската война (1877 – 1878), Олимпий Панов се записва в Българското опълчение. Опълченец в 1-ва рота на 1-ва Опълченска дружина. Участва в боевете при Стара Загора. За проявена храброст е произведен в офицерско звание прапоршчик. Проявява се при Шипка. Награден за проявена храброст с „Георгиевски кръст“. Командир на полубатарея в Планинска батарея.
След Освобождението завършва Михайловската артилерийска академия в Санкт Петербург (1880 – 1883 г.).
Постъпва в Българската земска войска като командир на 2-ра полубатарея от планинската батарея, след което е старши батареен офицер в 12-а батарея в Шумен. В края на 1884 година поема командването на 5-а батарея на 1-ви артилерийски полк.
Веднага след Съединението на Княжество България и Източна Румелия през 1885 г. и последвалото изтегляне на руските офицери капитан Олимпий Панов е назначен за началник на артилерията в българската армия. По време на Сръбско-българската война допринася за победата на българските войски в Сливнишкото сражение. На третия ден от сражението, 7 ноември, в момент на колебание на главния щаб и командването на Западния корпус, капитан Панов извежда малобройните защитници от укрепленията в центъра на сливнишката позиция срещу Дринската дивизия. Атаката предотвратява сръбския контраудар към рида Три уши и затвърждава успешния завършек на битката. Месец по-късно, на 9 декември, Панов подписва пакта за примирие със Сърбия.
През април 1886 година Панов е назначен за командир на новосформираната артилерийска бригада с чин майор. След Деветоавгустовския преврат, целящ детронирането на княз Александър I Батенберг, Олимпий Панов за четири дни (12 – 16 август) е военен министър във временното правителство на Петко Каравелов. Посредничи успешно за предотвратяване на въоръжен сблъсък, убеждавайки противниците на Батенберг да напуснат София преди пристигането на войските, останали верни на княза. След неуспеха на преврата е арестуван за кратко. През ноември е уволнен от армията по подозрения за участие в заговора във Военното училище за сваляне на Регентството. Правителството на Радославов го интернира в Ловеч, а по-късно (януари 1887) го екстернира в Румъния. В Букурещ Панов се включва в революционния комитет, който подготвя въстание в България. След известието за Русенския бунт на 19 февруари 1887 г. прави опит да се присъедини към бунтовниците, но е заловен при преминаването на Дунав. Въпреки че не успява да се включи в бунта, е осъден на смърт и е разстрелян заедно с водачите му на Левент табия.

## Военни звания
- Прапоршчик (21 февруари 1878)
- Подпоручик (1879, преименуван)
- Поручик (24 декември 1881)
- Капитан (декември 1884)
- Майор (25 февруари 1886)

## Награди
- Георгиевски кръст „За храброст“ IV степен (1877) (Русия)
- Военен орден „За храброст“ II степен (1885)